# Bojana Stamenov
Bojana Stamenov (Servisch: Бојана Стаменов; Belgrado, 24 juni 1986) is een Servische zangeres.

## Biografie
In december 2014 raakte bekend dat ze deel zou nemen aan de Servische preselectie voor het Eurovisiesongfestival. Met het nummer Ceo svet je moj won ze deze preselectie, waardoor ze Servië mocht vertegenwoordigen op het Eurovisiesongfestival 2015 in de Oostenrijkse hoofdstad Wenen. Ze haalde er de finale mee en bereikte daarin de 10de plaats.

## Discografie

### Singles
| Single met hitnotering(en) in de Vlaamse Ultratop 50 | Datum van verschijnen | Datum van binnenkomst | Hoogste positie | Aantal weken | Opmerkingen                          |
| ---------------------------------------------------- | --------------------- | --------------------- | --------------- | ------------ | ------------------------------------ |
| Beauty never lies                                    | 2015                  | 23-05-2014            | tip38*          |              | Inzending Eurovisiesongfestival 2015 |

2007: Marija Šerifović · 
2008: Jelena Tomašević feat. Bora Dugić · 
2009: Marko Kon & Milaan · 
2010: Milan Stanković · 
2011: Nina Radojčić · 
2012: Željko Joksimović · 
2013: Moje 3 · 
2015: Bojana Stamenov · 
2016: Sanja Vučić · 
2017: Tijana Bogićević · 
2018: Sanja Ilić & Balkanika · 
2019: Nevena Božović · 
2021: Hurricane · 
2022: Konstrakta · 
2023: Luke Black · 
2024: Teya Dora · 
2025: Princ